# Восстаньте из праха
«Восстаньте из праха» (другие варианты перевода — «В тела свои разбросанные вернитесь»; «В свои разрушенные тела вернитесь»; «В своих разбросанных телах исчезнуть») (англ. To Your Scattered Bodies Go) — научно-фантастический роман американского писателя Филипа Хосе Фармера, изданный в 1971 году и удостоенный премии «Хьюго» (1972 год). Роман открывает пенталогию «Мир Реки».

## Сюжет
Роман начинается со смерти главного героя — Ричарда Бёртона. Но после смерти он возрождается в мире, через который протекает большая река. Вместе с ним на берегу реки воскрешаются все умершие. Бёртон, который благодаря чьему-то вмешательству очнулся раньше других людей, узнаёт, что Воскрешение — это эксперимент, который проводит инопланетная раса, представители которой называют себя «этики». И он решает раскрыть тайны этого мира.
В этом романе выведены многие реально существовавшие персонажи. Это и знаменитый исследователь Африки Ричард Бёртон, и Алиса Лидделл — прототип героини романа Льюиса Кэролла «Алиса в Стране чудес», и Герман Геринг — нацистский военный деятель, и многие другие.

## История создания
Роман «Восстаньте из праха» стал первым романом фантастического цикла Филипа Фармера «Мир Реки», состоящего из пяти романов и ряда повестей, часть из которых написано другими авторами. Этот цикл стал визитной карточкой Филипа Фармера.
Первая версия романа называлась «I Owe for the Flesh» («Взыскуя плоти»). Она была создана в середине 1950-х годов для конкурса, который проводило издательство «Shasta». Роман выиграл конкурс и был намечен для публикации в 1962 году там ($1000 премии) и в «Pocket Books» (выделившей гонорар в $3000), для писателей тех лет сумма была солидной. Однако директор «Shasta» М. Коршак тайно вложил деньги премии и гонорары Джона Кэмпбелла и Реймонда Джонса в дорогую иллюстрированную книгу одного голливудского гримёра и тянул время — Фармера он заставил переписывать и сокращать роман. В итоге книга Коршака провалилась, разорив и издательство. Рукопись романа Фармера была ими утеряна, второй вариант был найден лишь начале 1980-х и вышел в 1983 году под названием «Река Вечности». Из-за этого Фармер был вынужден временно приостановить писательскую карьеру.
В результате Филип Фармер создал новую версию романа. Первоначально он был издан в двух частях в журнале «Worlds of Tomorrow» — «The Day of the Great Shout» («День великого крика», январь 1965 года) и «The Suicide Express» («Экспресс самоубийств», март 1966 года). Первая часть в 1966 году номинировалась на премию «Хьюго» (номинация «Малая форма (Short Fiction)»). Один из первых вариантов романа, повесть «Riverworld» («Мир реки»), был опубликован в январе 1966 года в том же журнале «Worlds of Tomorrow». В ней был другой главный герой — Том Микс. В 1979 году переработанная версия этой повести была опубликована в сборнике «Riverworld & Other Stories» («Мир реки и другие истории»). Название этой повести в итоге закрепилось за всем циклом.
Отдельным изданием роман был выпущен в 1971 году в издательстве Putnam. Название романа представляет собой строчку из одного из семи «Священных сонетов» английского поэта XVI века Джона Донна:

С углов Земли, хотя она кругла,

Трубите, ангелы! Восстань, восстань

Из мертвых, душ неисчислимый стан!

Спешите, души, в прежние тела!
Оригинальный текст (англ.)At the round earth's imagined corners, blow

Your trumpets, Angels, and arise, arise

From death, you numberless infinities

Of souls, and to your scattered bodies go,
— Донн Дж. [lib.ru/INOOLD/DONN/donne1_1.txt_with-big-pictures.html#85 Стихотворения] / Перевод Д. В. Щедровицкого.
Роман неоднократно переводился на разные языки.

## Продолжения и экранизации
Роман имел большой успех и был удостоен в 1972 году премии «Хьюго» за лучший роман. После Филипп Фармер выпустил 4 продолжения — «Сказочный корабль», «Темный замысел», «Магический лабиринт» и «Боги Мира Реки», а также два межавторских сборника — «Легенды Мира Реки» и «Тайны Мира Реки».
В 2003 году была предпринята попытка экранизировать романы цикла. На канале «Sci-Fi Channel» выпущен фильм «Riverworld» («Мир реки», на русском больше известен под названием «Боги речного мира»), который должен был стать «пилотом» планируемого сериала. Однако фильм оказался неудачным, в результате чего сериал так и не был запущен в производство. В 2010 году тем же каналом Sci-Fi Channel была предпринята вторая попытка экранизации — фильм Мир Реки, ремейк фильма 2003 года. Однако этот фильм получил ещё худшие отзывы, чем первый.

## Награды и номинации
- Премия «Хьюго» за лучший роман: 1972 год (победитель)
- Премия «Локус» за лучший роман: 1972 год (2 место)

## Переводы на русский язык
Первое издание на русском языке вышло в 1991 году — роман в переводе Михаила Нахмансона был опубликован вместе с романом «Сказочный корабль» в издательстве «Русская тройка» под названием «В свои разрушенные тела вернитесь». В том же 1991 году роман был выпущен отдельно совместно издательствами «Терра» и «Гриффон» под названием «В своих разбросанных телах исчезнуть», кто был автором перевода указано не было.
В 1993 году роман вместе с романом «Сказочный корабль» был опубликован под названием «Восстаньте из праха» издательством «Тролль» в новой серии «Меч и Посох». Для этого издания М. Нахмансон сделал обновлённый перевод. В этом переводе роман переиздавался в 2001 году в серии «Золотая библиотека фантастики».
В 1996 году роман был выпущен в серии «Миры Филиппа Фармера» рижского издательства «Полярис» в новом переводе — Надежды Сосновской — под названием «В тела свои разбросанные вернитесь». В этом переводе роман переиздавался в 2007 году в серии «Шедевры фантастики» издательства «Эксмо».